# Лойола
 Тази статия е за селището в Съединените щати.  За испанския духовник вижте Игнатий Лойола.  
Лойола, известно и с името Лойола Корнърс, е населено място в окръг Санта Клара в щата Калифорния, САЩ. Лойола е с население от 3261 жители (2010 г.) и площ от 3,803 кв. км. 70,3% от населението е бяло, от испански или латино произход е 3,5% от населението. Намира се на 69 м н.в. в часова зона UTC-8. Пощенските му код е 94024, а телефонния 650.
1. ↑  data.census.gov //   Посетен на 1 януари 2022 г.